# Admontia communis
Admontia communis är en tvåvingeart som beskrevs av Aldrich 1934. Admontia communis ingår i släktet Admontia och familjen parasitflugor. Inga underarter finns listade i Catalogue of Life.